# The Belly of an Architect
The Belly of an Architect is een Brits-Italiaanse dramafilm uit 1987 onder regie van Peter Greenaway.

## Verhaal
De Amerikaanse architect Stourley Kracklite reist naar Rome. Hij zal er een expositie samenstellen over het werk van de Franse architect Étienne-Louis Boullée. Tijdens zijn verblijf heeft hij problemen met zijn maag. Bovendien gaat zijn huwelijk met zijn jongere vrouw Louisa lijden onder zijn werk.

## Rolverdeling
| Acteur                | Personage          |
| --------------------- | ------------------ |
| Brian Dennehy         | Stourley Kracklite |
| Chloe Webb            | Louisa Kracklite   |
| Lambert Wilson        | Caspasian Speckler |
| Sergio Fantoni        | Io Speckler        |
| Stefania Casini       | Flavia Speckler    |
| Vanni Corbellini      | Frederico          |
| Alfredo Varelli       | Julio              |
| Geoffrey Copleston    | Caspetti           |
| Francesco Carnelutti  | Pastarri           |
| Marino Masé           | Trettorio          |
| Marne Maitland        | Battistino         |
| Claudio Spadaro       | Mori               |
| Rate Furlan           | Violist            |
| Julian Jenkins        | Arts               |
| Enrica Maria Scrivano | Moeder             |